# 무카이촌 (히로시마현)
무카이촌(일본어: 向村)은 일본 히로시마현 아키군에 있던 촌이다. 현재의 구레시의 일부에 해당한다.

## 역사
- 1889년 4월 1일 - 정촌제 시행에 의해 아키군 가마가리지마촌이 성립하였다.
- 1891년 7월 27일 - 가마가리지마촌이 분립해 무카이촌이 성립하였다.
- 1956년 9월 30일 - 가마카리지마촌과 합병, 가리지마정이 신설해 폐지되었다.

## 참고문헌
- 角川日本地名大辞典 34 広島県
- 『市町村名変遷辞典』東京堂出版、1990年。